# 김효은 (그림책 작가, 일러스트레이터)
김효은(1986년~ )은 한국의 그림책 작가다. 대표도서로 《나는 지하철입니다》, 《우리가 케이크를 먹는 방법》, 《기찬딸》, 《아홉살 마음 사전》, 《비 오는 날에》 등이 있다.

## 생애
1987년에 태어났으며, 한양대학교에서 섬유디자인을 전공하였다. 졸업 후에는 일러스트레이터가 되어 자연스레 그림책을 접하게 되었으며 그림책 작가의 길로 들어서게 된다. 김효은 작가는 2009년에 <행복은 내 옆에 있어요>의 그림을 그리며 데뷔했다. 2011년 <기찬딸>로 그림책 작가로서의 가능성을 알리고 2016년 김효은 작가의 첫 그림책인 <나는 지하철입니다>이 국내・외로 여러 상을 받으며 그림책 작가로서 주목을 받기 시작했다. 그녀는 그림책 이외에도 다양한 문학서 등의 일러스트 작업을 활발히 하고 있다. 김효은 작가는 아이가 태어난 후 물리적인 시간이 부족하여 그림을 그리는 방식에서는 훨씬 단순해졌다. 복잡한 툴을 이용하기 보다는 가장 손쉽게 접할 수 있는 재료를 이용해 그리게 되었고 그림을 잘 그려야한다는 강박에서 벗어나서 훨씬 자유로운 마음으로 그리게 되었다고 한다. 소재의 변화는 없지만 소재의 다양성과 폭이 넓어졌으며 세상을 처음 만나는 존재에게 보여주고 싶고 들려주고 싶은 이야기가 많다보니 자연스레 이야기의 소재도 다양해졌다고 한다.

## 경력
김효은 작가의  대표작으로는 <나는 지하철입니다>, <우리가 케이크를 먹는 방법>, <기찬딸>, <비 오는 날에>, <아홉살 마음 사전> 등이 있다. 그 중 <나는 지하철입니다>는 2021년 New York Public Library Best Illustrated Children’s Books책으로 선정되었으며 세계일러스트 어워드(WIA)에서 어린이책 부분으로 수상했다. 그녀는 현재도 일러스트레이터, 그림책 작가로서 활발하게 활동하고 있다.

## 스타일
<나는 지하철입니다>는 잉크의 농도조절, 칼라와 흑백의 의도적 사용 등 그림 언어를 통해 서울의 ‘지하철’이라는 일상적인 배경 속에서 평범한 사람들의 이야기를 보여주고 있다. <우리가 케이크를 먹는 방법>은 다섯 남매 중에 둘째였던 작가의 자전적 경험해서 출발한 이야기이다. 이 그림책은 전작에 비해 밝아진 색감과 변화되는 공간 구성이 특징으로 그려진다.

## 수상
- 2021 New York Times/New York Public Library Best Illustrated Children’s Books - 나는 지하철입니다
- 2021 세계일러스트어워드(WIA) 어린이책부문 수상 - 나는 지하철입니다
- 2020 제3회 롯데출판문화대상 본상 - 나는 지하철입니다
- 2017 한국출판인회의 우수편집도서상 - 나는 지하철입니다
- 2017 어린이도서연구회에서 뽑은 어린이청소년책 - 나는 지하철입니다
- 2016 교보문고 선정 어린이책전문편집자 추천도서 1위 - 나는 지하철입니다

## 작품
글 ・ 그림 작업
- 2022 나는 지하철입니다 (문학동네) ISBN 9788954642491
  - 2021 I Am the Subway , Scribe Publications , 북미 영국 호주
- 2022 우리가 케이크를 먹는 방법 (문학동네) ISBN 9788954699983

그림 작업
- 2023 잘 헤어졌어 (글 김양미 그림 김효은), 문학과지성사 ISBN 9788932041308
- 2019 맛있는 건 맛있어 (글 김양미 그림 김효은), 시공주니어 ISBN 9788952789884
- 2019 아홉 살 느낌 사전 (글 박성우 그림 김효은), 창비 ISBN 9788936447397
- 2019 아홉 살 내 사전 (글 박성우 그림 김효은), 창비 ISBN 9788936447403
- 2019 알아서 척척, 어린이 생활백과 (글 그대영 그림 김효은), 길벗어린이 ISBN 9788955824667
- 2018 후룩북: 고양이 서랍 (공저 이윤희, 하민석, 김효은), 유유 ISBN 9791185152967
- 2018 숲에서 온 바람 위윙(글 황종금 그림 김효은), 한울림어린이 ISBN 9791187517580
- 2018 콩,너는 죽었다 김용택 동시집 (글 김용택 그림 김효은), 문학동네 ISBN 9788954653961
- 2018 아주 특별한 우리 형 (글 고정욱 그림 김효은), 대교북스주니어 ISBN 9791168250505
- 2018 아홉 살 함께 사전 (글 박성우 그림 김효은), 창비 ISBN 9788936447212
- 2017 도도한 씨의 도도한 책빵 (글 김해등 그림 김효은), 주니어김영사 ISBN 9788934979074
- 2017 열일곱 살 자동차 (글 김혜형 그림 김효은), 낮은산 ISBN 9791155250839
- 2017 도토리 탐정(글 유타루 그림 김효은), 뜨인돌어린이 ISBN 9788958076551
- 2017 아홉 살 마음사전(글 박성우 그림 김효은), 창비 ISBN 9788936447014
- 2017 앵그리병두의 기똥찬 크리스마스(글 성완 그림 김효은), 사계절 ISBN 9788958281009
- 2017 꽃 피는 보푸라기(글 김금래 그림 김효은), 한겨레와 아이들 ISBN 9791160400151
- 2016 동동 김동(글 임정자 그림 김효은), 문학동네 ISBN 9788954625036
- 2015 잠자리 시집보내기 (글 류선열 그림 김효은), 문학동네 ISBN 9788954637503
- 2015 잠온다 (글 이상교 그림 김효은), 웅진주니어 ISBN 9788901204765
- 2015 진짜 영웅이 되는 법 (글 강정연 그림 김효은), 푸른숲주니어 ISBN 9791156750468
- 2014 오빠와 나 (글 김양미 그림 김효은), 시공주니어 ISBN 9788926306185
- 2014 내 모자야 (글 임선영 그림 김효은), 창비 ISBN 9788936414016
- 2014 어떤 게 정상이야?(글 볼프강 코른 그림 김효은 옮긴이 김희상), 웅진주니어 ISBN 9788901163000
- 2013 시골 소녀 명란이의 좌충우돌 서울살이(글 조호상, 김영미 그림 김효은, 강부효), 사계절 ISBN 9788958284253
- 2013 민지와 다람쥐 (글 채인선 그림 김효은), 책읽는곰 ISBN 9788993242881
- 2013 다 아는데 자꾸 말한다 (글 초등학생 58명 엮은이 주순영, 그림 김효은), 보리 ISBN 9788984288058
- 2013 우리가 걸어가면 길이됩니다(글 강무홍 그림 김효은), 양철북 ISBN 9788963720845
- 2012 별이 뜨는 꽃담(글 유타루 그림 김효은), 시공주니어 ISBN 9788952766120
- 2012 빙빙 돌아라(글 이상희 그림 김효은), 비룡소 ISBN 9788949118000
- 2012 나는 달랄이야! 너는? (글 오소희 그림 김효은), 토토북 ISBN 9788964960547
- 2011 비오는 날에 (글 최성옥 그림 김효은), 파란자전거 ISBN 9788994258287
- 2011 기찬딸 (글 김진완 그림 김효은), 시공주니어 ISBN 9788952760685
- 2010 동수야 어디가니?(글 오시은 그림 김효은), 문학동네 ISBN 9788954613590
- 2010 거짓말을 했어! (글 이성률 그림 김효은), 시공주니어 ISBN 9788952742728
- 2009 행복은 내 옆에 있어요(글 신혜은 그림 김효은), 시공주니어 ISBN 9788952756558

## 활동
- 2019 김효은 개인전 - ‘무용하다’
- 2018 김효은 그림책 원화전 - ‘덜컹덜컹 달리는 우리 이야기’
- 2017 김효은 개인전 - ‘덜컹 덜컹’
- 2017 책그림 작가전 ‘살아 있는 것은’ - <갤러리우물>
- 2016 한.불 수교 130주년 기념전시 ‘7Symbols&7Emotions’참여 - <현대어린이책 미술관>[2]
- 2016 책그림 작가전 참여 - <갤러리우물>
- 2012 벼룩시장展 참여 - <갤러리 요즘>